# Prisión Pul-e-Charkhi
La Prisión Pul-e-Charkhi (en persa: زندان پل چرخی), también conocida como el Centro de Internamiento Nacional Afgano, es la prisión más grande de Afganistán. Está ubicada al este de Kabul, y hacia 2018, poseía más de 5000 prisioneros. La construcción de la prisión comenzó durante la década de 1970, bajo la presidencia de Mohammed Daud Khan, y finalizó alrededor de la década de 1980. Comenzó a tener notoriedad al ser usada como centro de tortura y ejecuciones tras la Revolución de Saur, así como los diez años que abarcó la Guerra soviético-afgana, entre 1978 y 1988. Algunas personas afirman que entre abril de 1978 y diciembre de 1979, miembros del Partido Democrático Popular de Afganistán bajo el régimen comunista de Nur Muhammad Taraki, llevaron a cabo la ejecución de 27 000 prisioneros políticos en Pul-i-Charkhi. La 111.ª División Capital del Ejército Nacional Afgano está establecido en las cercanías de la prisión Pul-e-Charkhi.
Con la ayuda del Cuerpo de Ingenieros del Ejército de los Estados Unidos, la prisión ha sido renovada en años reciente. En 2007, el ejército estadounidense comenzó a transferir a algunos de sus detenidos de la Base Aérea de Bagram hacia la prisión Pul-e-Charkhi. Hacia enero de 2008, hasta 125 detenidos del Centro de Internamiento de Bagram y 32 detenidos del Centro de detención de Guantánamo, habían sido transferidos hacia Pul-e-Charkhi. A esto le siguió la transferencia de unos 250 detenidos más.

## 1978–1986

### Fosas comunes
En diciembre de 2006, se descubrió una fosa común en las cercanías de la prisión Puli-e-Charkhi, por parte de miembros de la Fuerza Internacional de Asistencia para la Seguridad, el cual data de la época comunista. Se cree que la tumba posee más de 2000 cadáveres. Funcionarios del Ministerio de Información y Cultura de Afganistán creen que la masacre fue realizada entre 1978 y 1986, cuando había gobernantes bajo el apoyo de la Unión Soviética, es decir, durante los gobiernos de Nur Muhammad Taraki, Hafizullah Amín y Babrak Karmal.

## 2001–presente

### Condiciones de vida
Las condiciones de los prisioneros ha sido criticado por varias organizaciones de derechos humanos, en donde se han citado el hecho de que esta superpoblada, y cuyas condiciones de vida son inferiores a la promedio. Había ocho celdas de las cuales solo tres estaban siendo utilizadas, lo que generaba condiciones de hacinamiento. También hay más de 70 prisioneras, las cuales están encarceladas en una sección exclusivamente para mujeres en la prisión.

### Motines y fugas
En diciembre de 2004, prisioneros extranjeros atacaron a los guardias con hojas de afeitar. Posteriormente se realizó un tiroteo, en el que fallecieron cuatro prisioneros (tres pakistaníes y un iraquí) y cuatro policías afganos. 
En enero de 2006, siete prisioneros huyeron al mezclarse con los visitantes. Un mes después y en relación con la fuga de enero, se desató un motín luego de que la prisión aplicara una política en la que obligaban a los prisioneros el uso de vestimenta de color naranja, con el fin de evitar futuras fugas. El febrero de 2006, un nuevo motín provocó la muerte de seis personas y 22 heridos, según el Comité Internacional de la Cruz Roja. Los rebeldes usaron armas improvisadas para atacar a los guardias, luego prendieron fuego a los muebles, y rompieron puertas y ventanas. Finalmente tomaron control en un área de la prisión, y la mantuvieron durante varios días. El motín finalizó hacia inicios de marzo.
El 16 de marzo de 2008, tras una disputa de dos semanas sobre unas detenciones realizadas tras un fallido intento de fuga, los prisioneros se amotinaron y tomaron diversas partes del edificio. Se oyeron disparos dentro del edificio y los reos afirmaron haber secuestrado a dos miembros del Ejército Nacional Afgano. Los prisioneros amenazaron con asesinar a los rehenes del ejército si no enviaran mediadores para resolver el conflicto.

### Renovación y expansión

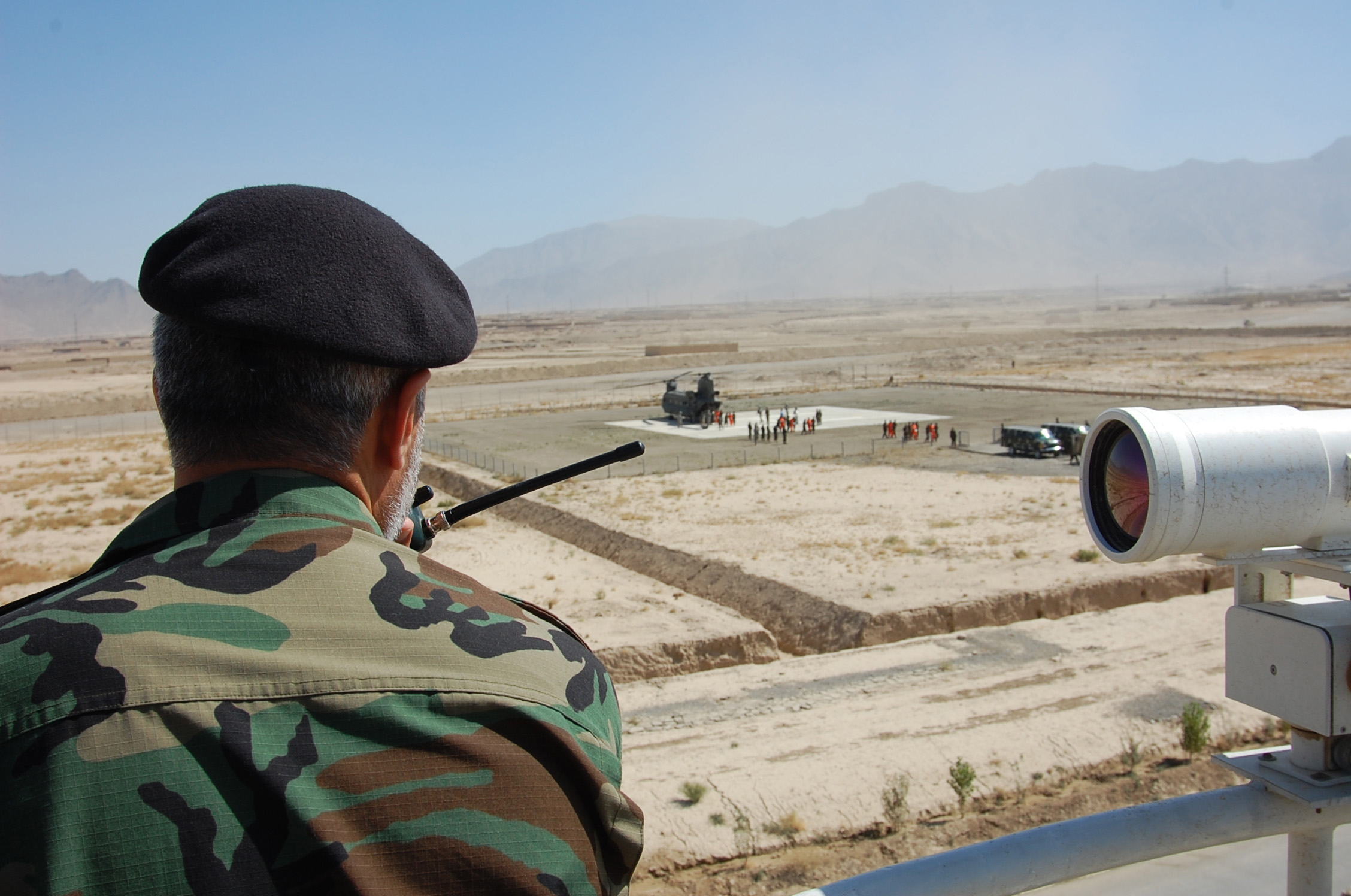
Prisioneros siendo transferidos desde el Centro de Internamiento de Bagram en Bagram hacia la prisión Pul-e-Charkhi, 2008.

En reiteradas ocasiones, Estados Unidos ha anunciado el cierre definitivo del Centro de detención de Guantánamo , en Cuba. Por ello, han planeado transferir a la mayoría de los prisioneros bajo detenciones extrajudiciales en Guantánamo, y en el menos conocido Centro de Internamiento de Bagram, bajo custodia afgana.
El plan inicial requería reducir la cantidad máxima de los prisioneros por cada bloque de celda, reduciendo de ocho a solamente dos bloques. Por razones de seguridad, cada celda contará con su propio inodoro, reemplazando el inseguro método anterior, en el que todos los prisioneros podían salir de sus celdas y compartir el único baño disponible, ubicado al final de cada bloque de celdas.
Bajo este plan inicial, la modernización de esta ala de la prisión costaría $20 millones de dólares y podría contar con una capacidad máxima de 670 prisioneros. Sin embargo, después de un recorrido en las instalaciones durante esta modernización, se determinó que, por razones culturales, no podía esperarse que los reos compartieran un mismo baño con otro hombre. La modestia cultural afgana no podría permitir que un cautivo usara un baño mientras otro hombre esté presente, por lo que se redujeron la mitad de la capacidad de las instalaciones modernizadas.
El 6 de mayo de 2007, dos soldados estadounidenses, el coronel James W. Harrison Jr. y el sargento mayor Wilberto Sabalu, quienes eran parte del equipo de supervisión, fueron asesinados a tiros por uno de los guardias de la prisión. Esto forzó a un retraso en la construcción, ya que todos los guardiaas fueron sometidos a nuevos controles de seguridad. Finalmente, se generó una controversia dentro del gobierno afgano, para ver que ministerio debía ser el responsable en el proceso de modernización de la cárcel.
Para enero de 2008, 32 reos del Centro de detención de Guantánamo y 125 prisioneros del Centro de Internamiento de Bagram fueron transferidos hacia la Prisión Pul-e-Charkhi. El Centro de Derechos Constitucionales ha reportado que todos los afganos repatriados hacia su país desde abril de 2007, fueron enviados a la prisión Pul-e-Charkhi.
En febrero de 2009, un equipo de la cadena de televisión británica Channel 4 visitó el ala dirigida por los estadounidenses. Para septiembre de 2009, Estados Unidos habían transferido cerca de 250 ex-prisioneros del Centro de Detención de Guantánamo hacia la prisión Pul-e-Charkhi, a menudo ante el schock de sus familiares, según Human Rights First.